# ハラレ
ハラレ（Harare）は、南部アフリカのジンバブエ共和国の首都で、同国最大の都市である。旧称はソールズベリー（Salisbury）。
英国風の街並が並び、標高約1600mの高原の丘にあるため、夏でも平均気温は20度少し程度と涼しい。2010年の都市的地域の人口は217万人であり、世界第183位である。ハラレとは、ショナ語で「眠らない街」を意味する。

## 歴史

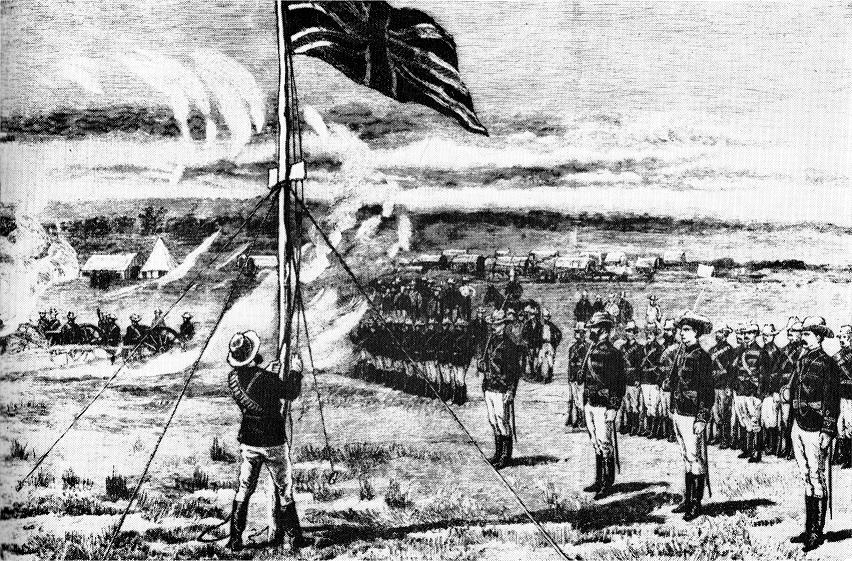
ソールズベリー城砦の地に旗を立てる探検隊

1890年9月11日にフランク・ジョンソン主導のイギリス南アフリカ会社の白人探検家が、この地にソールズベリー城砦を設立した事に始まる。ソールズベリーの名は、当時イギリスの首相だったソールズベリー侯爵にちなんで名付けられた。
1953年から10年間、ローデシア・ニヤサランド連邦の首都であった。連邦解体後は、白人国家のローデシア共和国の首都となるが、アパルトヘイト（人種隔離政策）をとっていたために国際的に認められずにいた。
内戦と経済制裁を受け、1980年に黒人に主導権を渡し、ジンバブエ共和国として完全独立し、翌年の1981年にソールズベリーの名を現在のハラレに名称を変更した。

## 経済
ハラレはジンバブエの金融、商業、通信の中心地である。

### 農産物
農産物の集散地である。
- タバコ、トウモロコシ、綿花、柑橘類

### 鉱業
- 金鉱採掘

### 工業
- 織物、鉄鋼、化学薬品

### 市内のインフラ
2020年代においてもなお、市内では停電や断水は日常茶飯事となっている。市内のビジネス街にある老舗五ツ星ホテルにおいても、停電時には入浴用のお湯をバケツで提供するサービスが行われている。

## 地理
標高1483mで高原の高い部分に位置する。

## 気候
| ハラレの気候                                                                   | ハラレの気候  | ハラレの気候  | ハラレの気候 | ハラレの気候 | ハラレの気候 | ハラレの気候 | ハラレの気候 | ハラレの気候 | ハラレの気候 | ハラレの気候 | ハラレの気候 | ハラレの気候  | ハラレの気候   |
| 月                                                                             | 1月           | 2月           | 3月          | 4月          | 5月          | 6月          | 7月          | 8月          | 9月          | 10月         | 11月         | 12月          | 年             |
| ------------------------------------------------------------------------------ | ------------- | ------------- | ------------ | ------------ | ------------ | ------------ | ------------ | ------------ | ------------ | ------------ | ------------ | ------------- | -------------- |
| 最高気温記録 °C （°F）                                                         | 32 (90)       | 31 (88)       | 30 (86)      | 32 (90)      | 28 (82)      | 26 (79)      | 28 (82)      | 31 (88)      | 33 (91)      | 34 (93)      | 35 (95)      | 33 (91)       | 35 (95)        |
| 平均最高気温 °C （°F）                                                         | 26.2 (79.2)   | 26 (79)       | 26.2 (79.2)  | 25.6 (78.1)  | 23.8 (74.8)  | 21.8 (71.2)  | 21.6 (70.9)  | 24.1 (75.4)  | 28.4 (83.1)  | 28.8 (83.8)  | 27.6 (81.7)  | 26.3 (79.3)   | 25.53 (77.97)  |
| 日平均気温 °C （°F）                                                           | 21 (70)       | 20.9 (69.6)   | 20.4 (68.7)  | 19.1 (66.4)  | 16.6 (61.9)  | 14.3 (57.7)  | 14.1 (57.4)  | 16.3 (61.3)  | 20.1 (68.2)  | 21.7 (71.1)  | 21.6 (70.9)  | 21.1 (70)     | 18.93 (66.1)   |
| 平均最低気温 °C （°F）                                                         | 15.8 (60.4)   | 15.7 (60.3)   | 14.5 (58.1)  | 12.5 (54.5)  | 9.3 (48.7)   | 6.8 (44.2)   | 6.5 (43.7)   | 8.5 (47.3)   | 11.7 (53.1)  | 14.5 (58.1)  | 15.5 (59.9)  | 15.8 (60.4)   | 12.26 (54.06)  |
| 最低気温記録 °C （°F）                                                         | 8 (46)        | 9 (48)        | 8 (46)       | 6 (43)       | 2 (36)       | 0 (32)       | 0 (32)       | 1 (34)       | 3 (37)       | 7 (45)       | 8 (46)       | 9 (48)        | 0 (32)         |
| 降水量 mm （inch）                                                             | 190.8 (7.512) | 176.3 (6.941) | 99.1 (3.902) | 37.2 (1.465) | 7.4 (0.291)  | 1.8 (0.071)  | 2.3 (0.091)  | 2.9 (0.114)  | 6.5 (0.256)  | 40.4 (1.591) | 93.2 (3.669) | 182.7 (7.193) | 840.6 (33.096) |
| 平均降水日数                                                                   | 17            | 14            | 10           | 5            | 2            | 1            | 0            | 1            | 1            | 5            | 10           | 16            | 82             |
| % 湿度                                                                         | 72.5          | 72.4          | 72.8         | 66.4         | 58.9         | 58.2         | 56.1         | 49           | 43.5         | 48.1         | 59.4         | 72            | 60.8           |
| 平均月間日照時間                                                               | 217           | 192.1         | 232.5        | 249          | 269.7        | 264          | 279          | 300.7        | 294          | 285.2        | 231          | 198.4         | 3,012.6        |
| 出典1：World Meteorological Organization,Hong Kong Observatory (sun 1961–1990) |               |               |              |              |              |              |              |              |              |              |              |               |                |
| 出典2：BBC Weather, Climatebase.ru (humidity)                                  |               |               |              |              |              |              |              |              |              |              |              |               |                |

## 交通

### 空港
- ハラレ国際空港

### 鉄道
ジンバブエ国鉄により、ムタレ方面、ブラワヨ方面への鉄道が運行されている。

## 教育
- ジンバブエ大学（英語版）
- ハラレ工科大学（英語版）
- ジンバブエ・カトリック大学（英語版）

## スポーツ

### サッカークラブ
ハラレにはジンバブエ・プレミアサッカーリーグに参加するクラブが複数ある。
- Dynamos F.C.
- Black Rhinos F.C.
- CAPS United F.C.
- Yadah Stars F.C.
- Harare City F.C.

### クリケットクラブ
- マショナランド・イーグルス（英語版）

## 出身有名人
- カースティ・コベントリー - 競泳選手
- カーラ・ブラック - テニス選手
- ウェイン・ブラック - テニス選手
- バイロン・ブラック - テニス選手
- コーク・バリントン - オートバイレーサー
- ブライアン・ジンガイ - 陸上選手
- ハマ・ビリアト - サッカー選手
- グラント・フラワー (Grant Flower)  - クリケット選手
- ロパ・ガリス (Ropa Garise)  - モデル、振付師
- マーレイ・グッドウィン (Murray Goodwin)  - クリケット選手
- ケン・ハーデン (Ken Harnden)  - 陸上選手
- シンシア・ムヴィリミ (Cynthia Muvirimi)  - モデル
- ジマニ・カザミラ - 大学教授
- アーネスト・シバンダ (Ernest Sibanda)  - 翻訳家

## 姉妹都市
- ノッティンガム（イギリス）
- ミュンヘン（ドイツ連邦共和国）
- バクストン（イギリス）
- プラート（イタリア共和国）
- ラーゴ（イタリア共和国）
- シンシナティ（アメリカ合衆国）

## 画像

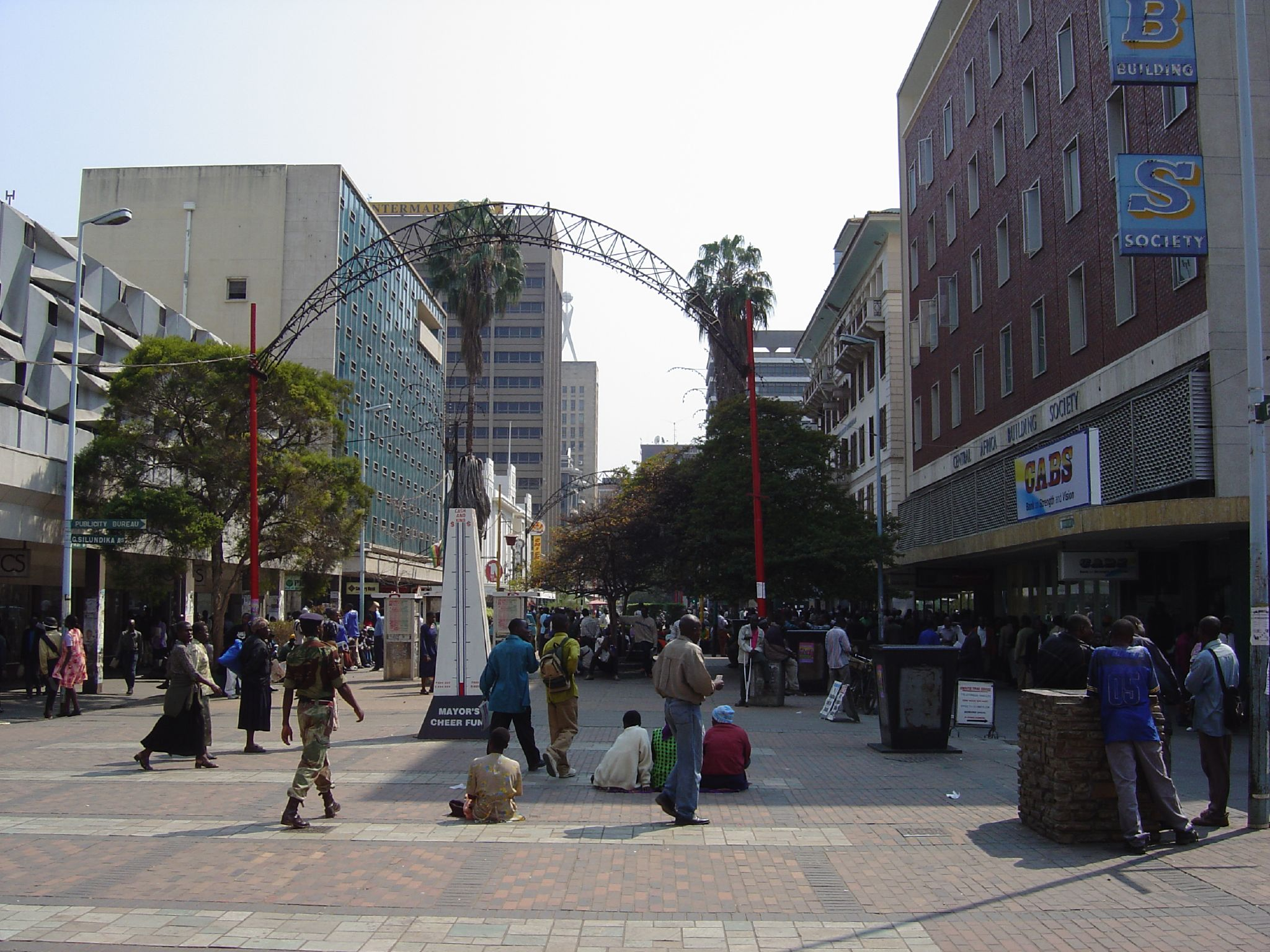
中心街
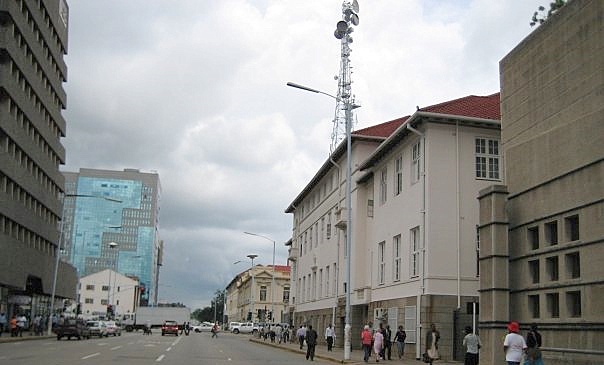
政府の建物
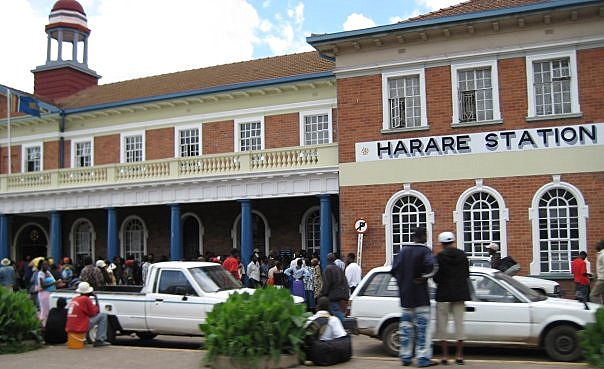
中央駅
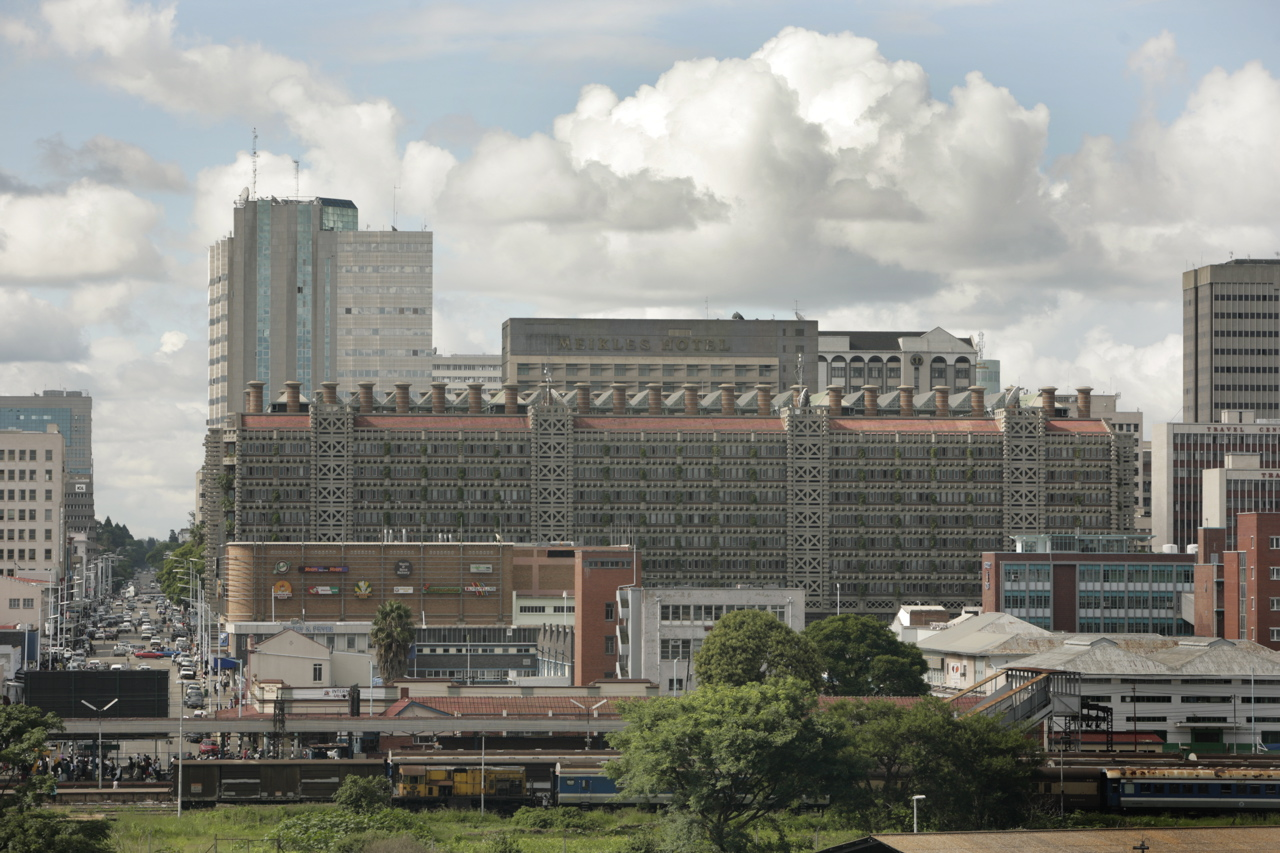
市街
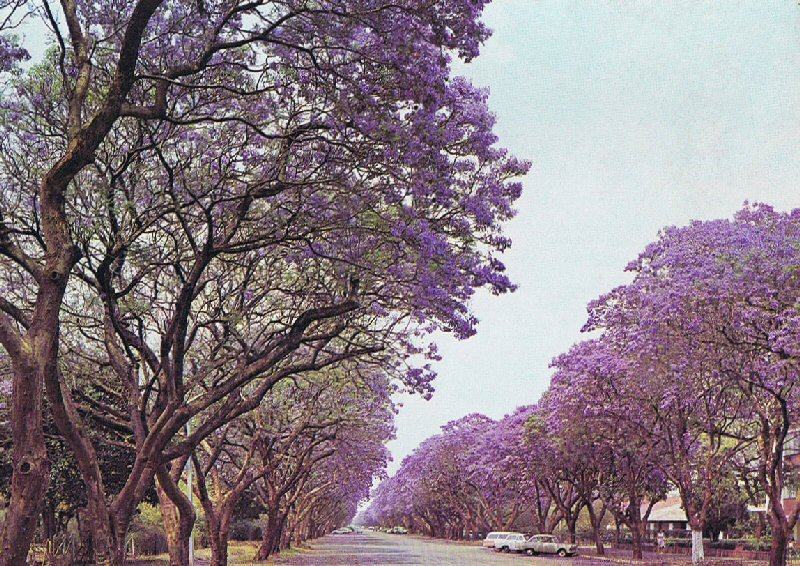
ジャカランダ並木